# معاوية بن المغيرة
مُعاوية بن المُغيرة واسمه الكامل مُعاوية بن المُغيرة بن أبي العاص بن أميّة بن عبد شمس بن عبد مناف، يُعرف لاشتراكه مع هند بنت عتبة في التمثيل بجثة الصحابي حمزة بن عبد المطلب الذي استشهد في غزوة أحد، حيث يُشير كتاب «أنساب الأشراف» أنَّ «معاوية بن المغيرة جدع أنف حمزة بن عبد المطلب». تُوضح المصادر أنَّ معاوية قد «قُتل صبرًا»؛ وذلك لأنه أخلف وعده للنبي، فتصفه المصادر بأنهُ «جاسوسٌ من جواسيس مكة». يذكر ابن الأثير أبو السعادات بأنه «صبرت القتيل على القتل، إذا حبسته عليه لتقلته بالسيف وغيره من أنواع السلاح وسواه، وكل من قُتل أي قتلةٍ كانت إذا لم يكن في حربٍ ولا على غفلةٍ ولا غِرةً فهو مقتولٌ صبرًا».
تُشير المصادر أنَّ أبوه المُغيرة بن أبي العاص وأمه هي الصحابية بُسْرَة بنت صفوان، وكان مُعاوية قد تزوج من فاطمة بنت عامر الجمحي، فولدت له عائشة بنت معاوية بن المغيرة، وهي زوجة الخليفة الرابع من خلفاء بني أمية مروان بن الحكم، ووالدة الخليفة الخامس عبد الملك بن مروان. تُشير بعض المصادر بأنَّ معاوية هو «ابن عم مروان بن الحكم»، وأيضًا «ابن عمه عثمان بن عفان»، وجد عبد الملك بن مروان.
تذكر مصادر أخرى أنَّ عائشة هي أُخت معاوية، حيث تذكر بأنهُ «كانت بُسرة بنت صفوان عند المغيرة بن أبي العاص فولدت له: معاوية، وعائشة، وكانت عائشة تحت مروان بن الحكم، فهي أم عبد الملك بن مراون». كما تُشير المصادر أنَّ لمعاوية ابنةٌ تُسمى أم جميل، تزوجها سفيان بن عبد الأسد المخزومي، وله ابنة ثالثة يُقال لها عمرة، وكان قد تزوجها أبو تجراه النصراني، وأنهم كانوا «يعابون بذلك».
قتلهُ زيد بن حارثة وعمار بن ياسر بعد غزوة حمراء الأسد، حيث كان معاوية قد لجأ إلى عثمان بن عفان بعد تمثيله بحمزة بن عبد المطلب، فاستأمن له النبي محمد فأمنه «على أنه إن وُجد بعد ثلاثٍ قُتل، فأقام بعد ثلاث وتوارى فبعثهما النبيُّ صلى الله عليه وسلم، وقال: إنكما ستجدانه بموضع كذا وكذا، فوجداه فقتلاه». كما توضح مصادر أُخرى أنه أثناء توجه النبي مُحمد إلى حَمْراء الأسد وجد هُناك أبا عزة الجُمَحِيُّ ومعاوية بن المغيرة، فأمر عاصم بن ثابت بقتل أبي عزة، واستأمن عثمان بن عفان لمعاوية، فأمهله النبي ثلاثة أيامٍ، ولكنَّ معاوية انتظر لما خلت المدينة من الجيش الإسلامي، فأقام فيها أكثر من ثلاثٍ يتجسس لقريش، فلما رجع الجيش خرج هاربًا، فأمر الرسول زيد بن حارثة وعمار بن ياسر فتعقباه حتى قتلاه.